# Parksidan
Parksidan – miejscowość (tätort) w Szwecji, w regionie administracyjnym (län) Sztokholm, w gminie Ekerö.
Według danych Szwedzkiego Urzędu Statystycznego liczba ludności wyniosła: 944 (31 grudnia 2015), 965 (31 grudnia 2018) i 952 (31 grudnia 2019).
Miejscowość jest położona na zachód od Sztokholmu w północnej części wyspy Gällstaö na jeziorze Melar w prowincji historycznej (landskap) Uppland.